# 孫鑛
孙鑛（1543年4月21日—1613年5月27日），字文融，号月峰，浙江余姚县（今浙江慈溪）人，锦衣卫官籍，明朝大臣、学者。

## 生平
隆慶四年（1570年）順天府鄉試第四十七名舉人，三十二歲登萬曆二年（1574年）甲戌科會試第一名，第二甲第四名進士。授吏部主事，历任员外、郎中，十二年二月升太常寺少卿。十八年九月起用为太常寺少卿，十九年四月升右通政，十月升为左佥都御史协理院事，二十年四月升右副都御史巡抚山东、提督营田军务，二十一年七月升刑部左侍郎，二十二年六月兼右佥都御史，代顾养谦总督蓟辽经略，二十七年九月，以东征功成，受赏赐。
萬曆三十二年十月，起为南京都察院右都御史，三十三年十一月官至南京兵部尚书、参赞机务，三十四年五月，以三年考满，加封太子少保。三十七年九月，以留都天鸣奏闻，因乞求罢，优旨许之。

## 著作
孙鑛一生著作宏富，多达四十余种七百余卷。
- 《绍兴府志》五十卷 （与山阴张元忭合著）
- 《书画题跋》六卷 （书法绘画研究著作）
- 《今文选》十二卷
- 《孙月峰评经》十六卷

孙鑛亦为文学历史评论家，著有：
- 《评史记》一百三十卷
- 《评汉书》一百二十卷（又有一百卷、七十卷版本）
- 《评韩非子》二十卷
- 《评荀子》二十卷
- 《评公羊传》十二卷
- 《评诗经》四卷
- 《评书经》六卷
- 《评礼记》六卷
- 《评列子》八卷
- 《评老子》二卷
- 《评庄子南华真经》四卷
- 《评春秋左传》五十卷
- 《朱订西厢记》二卷
- 《朱批唐诗苑》七卷

其它著作：
- 《坡公食饮录》二卷
- 《韩非子节抄》二卷
- 《古今翰苑琼琚》十二卷
- 《唐诗排律辨体》十卷
- 《名世述》三卷
- 《人杰编》三卷
- 《后越绝》十卷
- 《居业编》十二卷
- 《会心案晶盘雪里居乐事》三卷
- 《铨曹东省经略南枢奏议》二十卷
- 《补订班马异同》十二卷
- 《文选论注》三十卷
- 《春秋左传详节句解》三十五卷
- 《春秋繁露》十七卷
- 《孙月峰三子评》七卷
- 《文选章句》二十八卷
- 《春秋左传杜林合注》五十卷
- 《皇明通纪辑要》二十四卷
- 《姚江孙月峰先生全集》十二卷
- 《太史直笔》
- 《周人舆》
- 《古文四体》
- 《广古文短篇》
- 《唐诗品》

## 家庭
曾祖父孫新，贈禮部尚書 加贈榮祿大夫；祖父孫燧，曾任巡撫江西右副都御史，贈禮部尚書，諡忠烈，加贈榮祿大夫；父孫升，曾任南京禮部尚書，贈太子少保，諡文恪。前母韓氏（贈夫人）；母楊文儷（封太夫人）。有兄孙鑨（吏部尚书），孙铤（礼部尚书），孙錝（太仆寺卿）；姊孫鐶；弟孫鑲。